# Der Graf von Essex
Der Graf von Essex ist ein monumentales, deutsches Stummfilm-Historiendrama von Peter Paul Felner aus dem Jahre 1922. Die Titelrolle spielt Eugen Klöpfer, ihm zur Seite stehen Agnes Straub als Königin Elisabeth sowie Fritz Kortner, Erna Morena und Eva May in weiteren Hauptrollen.

## Handlung
England im ausgehenden 16. Jahrhundert. Der Graf von Essex steht in Diensten von Königin Elisabeth I. und gilt als ihr persönlicher Favorit. Wieder einmal ist der wagemutige Feldherr aus einer Schlacht siegreich nach London heimgekehrt. Derzeit scheint ihm alles zu gelingen, selbst seine große Liebe hat er gefunden: es ist eine Hofdame der Königin. Beide heiraten heimlich. Essex ahnt jedoch nicht, dass seine Günstlingsposition am Hofe längst zahlreiche Neider und Gegner hervorgebracht haben, die nur darauf warten, ihn zu stürzen. Elisabeth aber steht zunächst auch weiterhin zu ihrem treuesten Verbündeten und lässt dessen Widersacher mit ihren Intrigen ins Leere laufen.
Erst als sie von seiner heimlichen Heirat erfährt, was sie als einen persönlichen Vertrauensbruch deutet, und Essex auch politisch den Bogen überspannt, sodass ihm seine Feinde Hochverrat vorwerfen können, lässt ihre Majestät ihren Günstling fallen. Der Graf von Essex wird in den Kerker geworfen und wartet dort auf seine Hinrichtung. Elisabeth hofft sehnsüchtig darauf, dass ihr Günstling ein Gnadengesuch stellt. Für diesen Fall hatte die Monarchin ihm einst einen Ring geschenkt, mit dem er jederzeit ihr gegenüber um die Erweisung einer Gunst nachsuchen könne. Tatsächlich überreicht Essex’ Gattin der Queen diesen Wunschring, und der eingekerkerte Graf kehrt in die Freiheit zurück.

## Abweichung von der Historie
Anders als in dieser Geschichte hatte das Leben des wahren Essex kein Happy End. Er war im Februar 1601 Anführer einer schmählich verlaufenen Rebellion gegen die Krone und wurde noch im selben Monat auf dem Schafott hingerichtet.

## Produktionsnotizen
Der Graf von Essex passierte am 9. September 1922 die Filmzensur und wurde mit Jugendverbot belegt. Die Uraufführung fand am 14. September 1922 im Berliner Marmorhaus statt. Die Länge des Siebenakters betrug 2955 Meter.
Der vorliegende Film bediente sich zahlreicher Essex-Motive aus der Literatur wie die von John Banke, Abbé Beyer, Thomas Corneills, Antonie Coelle, Heinrich Laube und Gotthold Ephraim Lessing.
Die Bauten und Kostüme stammen von Robert Herlth und Walter Röhrig, die Plastiken wurden von Walter Schulze-Mittendorff angefertigt. Der Film wurde von Alfred Duskes und Karl Julius Fritzsche produziert, Eugen Kürschner hatte die Produktionsleitung.

## Kritik
Paimann’s Filmlisten resümierte: „Das Sujet ist, trotzdem Massenszenen ein weiter Platz eingeräumt, sehr spannend, die Darstellung ausgezeichnet, Aufmachung und Photos in jeder Hinsicht auf der Höhe. Die Qualitäten, welche das Bild über den Durchschnitt erheben.“